# Geniostoma huttonii
Geniostoma huttonii là một loài thực vật có hoa trong họ Mã tiền. Loài này được B.J.Conn mô tả khoa học đầu tiên năm 1993.